# Стан термодинамічної системи
Ста́н термодинамі́чної систе́ми — сукупність значень деякої кількості фізичних величин, що характеризує макроскопічні фізичні властивості тіла (системи тіл) та визначає їх фізичний стан. Термодинамічна система може перебувати у різних станах, що можуть відрізнятися температурою, тиском, об'ємом, густиною тощо. Такі величини, що характеризують стан системи як єдиного цілого, називаються термодинамічними параметрами стану.
Два стани тіла (системи тіл) вважаються відмінними, якщо для них неоднакові значення хоча б одного з термодинамічних параметрів.
У термодинаміці для характеристики стану системи найчастіше користуються такими трьома величинами: тиском р, молярним об'ємом v і температурою Т. Зв'язок між параметрами стану термодинамічної системи можна виразити рівнянням стану. У найпростішому випадку для ідеального газу залежність між об'ємом, тиском і температурою виражається рівнянням Менделєєва — Клапейрона.

## Види станів
Якщо параметри стану термодинамічної системи мають цілком певне значення і з часом не змінюються при незмінних зовнішніх умовах, то така система перебуває в стані рівноваги. Коли ж параметри стану змінюються з часом, то в системі відбувається термодинамічний процес. Прикладом термодинамічного процесу може бути зміна об'єму газу, що супроводжується зміною тиску й температури.
Стан системи, що не змінюється в часі називається стаціонарним. Якщо стаціонарний стан системи, не зумовлений перебігом якогось зовнішнього відносно системи процесу, то такий стан називається термодинамічною рівновагою.
Нерівноважний стан — стан системи, виведеної з термодинамічної рівноваги. У системі, що знаходиться в нерівноважному стані, відбуваються необоротні процеси, які прагнуть повернути систему у стан термодинамічної рівноваги, за умови відсутності чинників, що перешкоджають цьому, наприклад, відведення (або підведення) енергії чи речовини з системи. В іншому випадку, можливим є стаціонарний (що не змінюється з часом) нерівноважний стан.
Процес повернення термодинамічної системи до рівноважного стану після виведення її з цього стану називають релаксацією.

## Стандартний термодинамічний стан
- 1. Вибраний термодинамічний стан, відносно якого обчислюються термодинамічні величини компонентів даної фази. У

найпростішому випадку це може бути стан чистого компонента чи компонента в дуже розведеному розчині. Взагалі, це
набір умов, вибраних для зручності порівняння термодинамічних властивостей. Стандартними станами вважаються:
- - а) для газів у випадку чистих речовин — це газ при стандартному тиску, з допущенням, що газ поводиться як ідеальний;
  - б) для чистої фази, чи суміші, чи розчинника в рідкому чи твердому стані — це стан чистої речовини в рідкій чи твердій фазі при стандартному тиску;
  - в) для розчиненого (солюта) в розчині — це (гіпотетичний) стан при стандартній моляльності, стандартному тиску чи стандартній концентрації, що поводить себе як безконечно розбавлений розчин;
  - г) для чистої речовини, концепція стандартного стану прийнятна до речовини з добре визначеним агрегатним станом з точно встановленим, але довільно вибраним стандартним тиском.

Температура не включається в означення стандартного стану і повинна вказуватися, але коли не наводиться, то відповідає 25 °C.
- 2. Стан системи, при якому речовина перебуває в своїй найстабільнішій формі за стандартних умов, тиск 1·105 Па та температура 298 К.

## Функції стану термодинамічної системи
Функцією стану називають таку фізичну характеристику системи, зміна якої під час переходу системи з одного стану до іншого не залежить від виду відповідного цьому переходу термодинамічного процесу, а повністю визначається значеннями параметрів початкового і кінцевого станів. Функції станів включають у свій перелік екстенсивні (залежні від маси) та інтенсивні (не залежні від маси) величини.
До екстенсивних величин належать:
- внутрішня енергія U;
- ентальпія H;
- ентропія S;
- ізохорно-ізотермний потенціал (вільна енергія Гельмгольца) F;
- ізобарно-ізотермний потенціал (вільна енергія Ґіббса) G.

До інтенсивних величин належать:
- температура;
- густина;
- в'язкість;
- тиск;
- концентрація;
- молярні та питомі величини.